# こんにちは、母さん
『こんにちは、母さん』（こんにちは、かあさん）は、劇作家の永井愛が2001年に新国立劇場からの委嘱により書いた戯曲である。2007年にテレビドラマ版が放送、2023年に映画版が公開された。テレビドラマ、映画共に戯曲からの内容の改変があるため、永井は原作としてクレジットされている。

## テレビドラマ
2007年5月26日から6月16日まで、NHK総合の「土曜ドラマ」で放送された。「ひなげし」という地域のボランティア組織が舞台となっている。

### 放送時間
- 総合テレビ　21:00 - 21:58（JST）
- BSハイビジョン　18:00 - 18:58（JST）

※NHKプロ野球中継のため、時間の繰り下げ（BSハイビジョンでは繰り上げ）や、休止される（総合テレビの場合）こともあった。
※第3話のみ、上記のプロ野球中継のため、BSハイビジョンでは17:00-17:58に、総合テレビでは21:30-22:28に放送された。

### キャスト（テレビドラマ）
- 神崎福江：加藤治子

下町にひとり暮らす。足袋職人の夫は亡くなり、一人息子はめったに姿を見せない。「ひなげし」事務局長。
- 神崎昭夫：平田満

福江の息子。大手自動車会社の人事部長。
- 萩生文彦：益岡徹

直文の息子。
- 萩生康子：竹下景子

直文の息子の妻。収納プランナーとして働く主婦。
- 木部富幸：段田安則

昭夫の同僚。燃料電池自動車の開発をしているが、退職・系列部品会社への転職を昭夫に言い渡され、実家に乗り込んでくる。
- 神崎幸吉：きたろう

福江の亡夫。
- 中国人留学生：小山萌子

福江の家に日常的に出入りしており、2年ぶりに帰ってきた昭夫を泥棒と勘違いする。
- 番場さゆり：渡辺えり子

近所で煎餅屋を営む、福江のボランティア仲間。昭夫の幼馴染。「ひなげし」副会長。
- 琴子・アンデション：いしだあゆみ

ボランティアグループ「ひなげし」会長。四畳半のアパートにひとり住む。夫がスウェーデン人(アンデルセン)。
- 萩生直文：児玉清

福江の恋人。大学教授を引退し、カルチャーセンターで源氏物語を教える。
- 山谷初男
- 徳井優
- 菅原大吉
- 神田時枝
- 俵木藤汰
- 洪剛
- 浅野和之
- 竹井みどり
- 仲原舞
- 小杉彩人
- たうみあきこ
- 劉蔚
- 大塚太心
- 河野安郎
- グレータ
- 北見敏之
- 坂田直貴
- 菊池均也
- ささの堅太
- エンゼルプロ
- NHK東京児童劇団
- 劇団ひまわり
- テアトルアカデミー

### スタッフ（テレビドラマ）
- 原作：永井愛
- 音楽：大島ミチル
- プロデューサー：小松昌代
- 演出：岡崎栄、梶原登城

### 放送日程
| 各話   | 放送日  | サブタイトル |
| ------ | ------- | ------------ |
| 第1話  | 5月26日 | 母の恋       |
| 第2話  | 6月02日 | 悪魔の家     |
| 第3話  | 6月09日 | 最後の電話   |
| 最終話 | 6月16日 | 記憶の花火   |

| NHK総合 土曜ドラマ                                          | NHK総合 土曜ドラマ                             | NHK総合 土曜ドラマ                                     |
| 前番組                                                      | 番組名                                         | 次番組                                                 |
| ----------------------------------------------------------- | ---------------------------------------------- | ------------------------------------------------------ |
| 病院のチカラ 〜星空ホスピタル〜 （2007年4月14日 - 5月12日） | こんにちは、母さん （2007年5月19日 - 6月16日） | 新マチベン 〜オトナの出番〜 （2007年6月30日 - 8月4日） |

## 映画
2023年9月1日に公開。監督は山田洋次、主演は吉永小百合。『母べえ』『母と暮せば』に続く「母」3部作の集大成となる作品。
吉永と寺尾聰は1969年のテレビドラマ『愛ある限り』以来、54年ぶりの共演となった。

### あらすじ（映画）
神崎昭夫は同期の出世頭で大手企業の人事部長を務めているが、お人好しな彼にとって社員のリストラは大きな負担だった。その上、妻の知美とは半年も別居中で、大学の勉強に意味を見い出せない一人娘の舞は、サボって何日も外泊する有様だった。
営業販売部の課長の木部は、昭夫とは大学からの同期の友人で、同窓会の幹事として屋形船を企画したからと、下町出身の昭夫に相談を持ちかけた。自身にはコネが無いため、久しぶりに実家の母親を訪ねる昭夫。母の福江は隅田川沿いの向島の足袋屋の女房で、夫の死後は細々と取り寄せ販売を続けているのだ。地元の主婦たちと始めたホームレス支援のボランティア活動が忙しく、話す時間がなさそうな福江。昭夫は自身の仕事や家庭の苦労についても秘密にしたまま、この日は一人住まいの寂しい家に帰って行った。
上司から早期退職（リストラ）を勧告されたと人事部長の昭夫の元に怒鳴り込んで来る木部。いくら友達でも会社の機密事項を事前に話すことは出来なかったとしか答えられない昭夫。その夜、娘の舞が福江の家にいると妻の知美から連絡を受け、訪ねて行くと、別居の件も全て福江にバレていた。
その夜は実家に泊まった昭夫だが、翌日には木部までが実家に押し掛け、ボランティアもいる前で恨み言を言って、絶対に会社は辞めないと言い放った。帰りがけには、母の福江が恋をしていると舞から聞かされる昭夫。福江と、ボランティアのメンバーである教会の牧師・荻生は、清く淡い恋心を抱きつつ互いに隠している間柄だが周囲には見え見えで、息子として許せない昭夫。
退職を拒否した木部は仕事も無いのに会社に通い続け、外された企画会議に無理に参加しようとして、故意ではないが上司に怪我をさせ、懲戒解雇が決まりそうだった。もう人事はウンザリだと福江にグチを言う昭夫。牧師の荻生も昔は大学教授だったが、出世競争に嫌気が差して牧師になったと語り、昭夫はまだやり直せるとアドバイスした。福江から、妻の知美と会ったが彼女には好きな人がいるようだと知らされ、いよいよ身辺が身軽になったと感じる昭夫。
牧師の荻生からピアノ・コンサートに誘われ、嬉しいデートを楽しむ福江。だがそれは、荻生が北海道の教会に転勤することを知らせるための彼の心遣いだった。母親が失恋したと聞いて内心はホッとする昭夫。
人事部長として木部の懲戒解雇を取り消し、希望退職に変えて退職金の割り増しや再就職も世話する昭夫。役員会の決定に逆らった昭夫は、会社をクビになり無職となった。
荻生を信者たちと共に北海道に送り出し、意気消沈する福江。そんな福江に離婚したことと会社をクビになったことを知らせる昭夫。自分の不幸が倍増したと嘆く福江だったが、昭夫から舞と共に実家の世話になりたいと提案された彼女の顔には、新たな活力と笑顔が浮かぶのだった。

### キャスト（映画）
- 神崎福江：吉永小百合[3]
- 神崎昭夫：大泉洋[3]
- 神崎舞：永野芽郁[4]
- 琴子・アンデション：YOU[5]
- 番場百惠：枝元萌[5]
- 原/昭夫の部下：加藤ローサ[6]
- 久保田常務：田口浩正[6]
- 巡査：北山雅康[6]
- 区の職員：松野太紀[6]
- 足袋屋の客：広岡由里子[6]
- 出前の配達員：シルクロード（フィッシャーズ）[6]
- 明生：明生（立浪部屋）（本人役）[6]
- 知美/昭夫の妻：名塚佳織（声の出演）[7]
- ボランティアの炊き出しに並ぶ男：神戸浩[6]
- 木部富幸：宮藤官九郎[5]
- 井上（イノさん）：田中泯[5]
- 荻生直文：寺尾聰[5]

### スタッフ（映画）
- 原作：永井愛
- 監督：山田洋次
- 脚本：山田洋次、朝原雄三[3][8]
- 音楽：千住明[8]
- プロデューサー：房俊介、阿部雅人[8]
- 撮影：近森眞史[8]
- 美術：西村貴志[8]
- 照明：土山正人[8]
- 編集：杉本博史[8]
- 録音：長村翔太[8]
- 特別協賛：スターツグループ、キリンビール
- 企画・配給：松竹[3]
- 製作：「こんにちは、母さん」製作委員会（松竹、木下グループ、テレビ朝日、住友商事、松竹ブロードキャスティング、アミューズ、博報堂、博報堂DYメディアパートナーズ、読売新聞社、GYAO、朝日放送テレビ、BS朝日、日本出版販売、クリエイティブオフィスキュー、講談社、メ〜テレ、北海道テレビ放送、静岡朝日テレビ、九州朝日放送）[3]

### 受賞歴
- 第47回日本アカデミー賞[9]
  - 優秀作品賞『こんにちは、母さん』